# Валя Драгулуй
 Тази статия е за селото в Румъния.  Вижте също: Валя Драгулуй (община).
Валя Драгулуй (на румънски: Valea Dragului) е село в окръг Гюргево, южна Румъния.
Разположено е на 49 метра надморска височина в Долнодунавската равнина, на 20 километра северно от река Дунав и на 30 километра югоизточно от центъра на столицата Букурещ.

## Население
Численост на населението според преброяванията през годините:
| Година | Население |
| 2002   | 3373      |
| 2011   | 3230      |

### Българи
Мнозинството от населението са етнически българи. Те се приселват през периодите 1806-1814 г. и 1828-1834 г. В периода 1910-1920 г. в селото е имало около 2000 българи, главно от селата Писанец и Сваленик (Русенско).